# هولبروك بلين
هولبروك بلين (بالإنجليزية: Holbrook Blinn)‏ مواليد 23 يناير 1872 في سان فرانسيسكو - الوفاة 24 يونيو 1928 في كروتون أن هادسون، الولايات المتحدة، هو ممثل أمريكي بدأ مسيرته الفنية سنة 1897. امتدت مسيرته الفنية لأكثر من 30 عاما. من أعماله فيلم فتاة الهاتف (1927).

## روابط خارجية
- هولبروك بلين على موقع IMDb (الإنجليزية)
- هولبروك بلين على موقع ميوزك برينز (الإنجليزية)
- هولبروك بلين على موقع أول موفي (الإنجليزية)
- هولبروك بلين على موقع قاعدة بيانات برودواي على الإنترنت (الإنجليزية)
- هولبروك بلين على موقع قاعدة بيانات الفيلم (الإنجليزية)